# Teletenis Multijuegos
La videoconsola de primera generación Teletenis Multijuegos, fue sacada a la venta el 6 de septiembre de 1976 por la primera compañía española desarrolladora de videojuegos, "TOGISA,S.A." que fue registrada con el número N0076150, el día 13-5-1976 y que estaba dedicada al desarrollo de videojuegos, así como a su fabricación y comercialización. Testigo de ello es la revista de electrónica MERCATRONIC, que la menciona en un artículo del 1-1-1978, tras haber finalizado la fabricación del sistema multijuegos, presentando sus nuevos modelos compactos: "... es de señalar que Togisa es una empresa, ubicada en Valencia, que se ha constituido para el desarrollo, fabricación y comercialización de videojuegos."
Se trataba de un sistema propio de videoconsola y videojuegos desarrollables que se vendían por separado en forma de cartuchos y que contenían un videojuego en su interior cada uno. La videoconsola era totalmente inalámbrica, y se podía jugar a varios metros de distancia del televisor, sin cable, sintonizando desde la propia consola.

## Historia
En 1976, un equipo de ingenieros españoles dedicados a la telecomunicación creó, en el taller de formación profesional de radiotransmisiones de Valencia, un sistema de videoconsola y videojuegos propio: el sistema multijuegos. Todas las arquitecturas anteriores eran diferentes a la de la videoconsola multijuegos, que era de diseño original, propio y genuino. Le incorporaron además una antena de radiotelevisión para hacerla totalmente inalámbrica.

## Hitos
Crearon el primer videojuego español "Futbol" además de la primera videoconsola del mundo que era simultáneamente de cartuchos desarrollables e inalámbrica. Asimismo, crearon el primer sistema de videojuegos español.
TOGISA, S.A. además de ser la primera compañía desarrolladora de videojuegos de España, fue una de las primeras compañías desarrolladoras de videojuegos del mundo en incorporar el término "videojuego" en el nombre de una videoconsola de primera generación, que todavía no utilizaban ni microprocesador ni chip dedicado, sino simplemente chips de puertas lógicas. 

## Antecedentes
Magnavox había adquirido las patentes de la sociedad Sanders Associates y tras ello, en 1974, Philips, por entonces con sede en Alemania, adquirió a Magnavox. Desde que fue pública la forma de construir tu propia videoconsola, por medio de la revista "Popular Electronics" el 1 de noviembre de 1972, fueron varias las videoconsolas fabricadas en diversos países. Entre 1972 y 1976 varias revistas de electrónica publicaron tutoriales sobre como construir videojuegos.
Cuando se intentaron registrar esas patentes en España, dos compañías españolas lo impidieron alegando que eran dominio público ya que varias revistas habían publicado como construir una videoconsola. Philips no podía cobrar royalties a los fabricantes de videoconsolas en España en ese momento. Más tarde, con la llegada del chip dedicado, estos royalties serían cobrados dentro del precio de venta de dichos chips.
Anteriormente al sistema Teletenis Multijuegos, habían aparecido en el mundo ya unas 15 videoconsolas de las cuales, solo 2 eran de cartuchos desarrollables (Alemania) y solo una era inalámbrica (Japón) aunque mediante una antena receptora especial acoplable al televisor. Las tres carecían de chip dedicado. Ninguna de estas arquitecturas anteriores era igual a la de la videoconsola "Teletenis Multijuegos".
La primera de estas tres videoconsolas, fue la primera videoconsola de cartuchos desarrollables del mundo, "Tele-Spiel", de Philips, por entonces con sede en Alemania, y que había comprado a "Magnavox". Esta desarrolló y sacó a la venta 5 cartuchos de videojuegos, con efectos especiales pioneros y únicos. La segunda videoconsola de cartuchos desarrollables fue "Video 2000" de Intertron, también alemana y con licencia de Philips. Esta desarrolló 5 cartuchos entre los cuales figuraba el único en el mundo con marcador de puntos a modo de cuadrados pequeños.

## La videoconsola
Funcionaba con 6 pilas salinas. Emitía en el canal 3 de VHF y tenía una salida para colocar opcionalmente un cable, así como una entrada para conectarla opcionalmente a la red eléctrica mediante un transformador externo que no iba incluido. A la videoconsola le acompañaba una recomendación de utilizar pilas de la marca "Júpiter".
Los condensadores eran de la marca española "Bianchi", la placa era de baquelita C y los circuitos impresos eran de una sola capa hechos a mano. El zócalo de la videoconsola donde se insertaba el cartucho era de la marca española "Reshispan". Sus circuitos integrados eran únicamente de puertas lógicas y con fechas desde 1974 a 1976.
La arquitectura del sistema era de 47 pines, a diferencia de los otros dos sistemas existentes en ese momento, Tele-Spiel y Video 2000, que eran de 34 y 40 pines respectivamente.
Sus creadores quisieron dejar constancia del origen de su sistema de diversas maneras. Hicieron constar la fecha de salida a la venta, a través de los números de aparato. Asimismo, hicieron constar que el país de origen era España, a través de los colores de la bandera española; que el origen era genuino, a través de la fotografía del prototipo en la caja; que la crearon ingenieros dedicados a la telecomunicación, a través del icono de plástico, con 8 antenas de radiotransmisiones romboédricas concéntricas. Tradicionalmente, este icono ha sido confundido con un copo de nieve por metonimia y desconocimiento.

## Producción y revisiones
El sistema de fabricación tenía un control de calidad interno. Tras la revisión "B" adherían en el interior de la videoconsola la correspondiente etiqueta a la placa. Asimismo, un certificado de garantía de la marca Teletenis acompañaba a cada videoconsola.
Salieron a la venta únicamente 200 unidades: la primera el 6 de septiembre de 1976 y la última el 4 de abril de 1977. Las primeras 100 unidades se fabricaron al ritmo de una videoconsola y varios videojuegos al día, saliendo a la venta a modo de pequeños lotes.
Las últimas 100 unidades se fabricaron enteramente en 1977 al ritmo de dos videoconsolas y varios videojuegos al día, saliendo a la venta en un único gran lote. Tras este total de 200 unidades, se abandonó la fabricación del sistema de cartuchos de videojuegos desarrollables multijuegos y se pasó a fabricar, al igual que hicieron multitud de empresas en 1977, otros modelos de videoconsola, esta vez compactas y con chip dedicado, que era más fiable, completo, barato y fácil de montar. 
A lo largo de la producción de la videoconsola teletenis multijuegos, se realizaron ligeras modificaciones en el diseño de su carcasa: se cambió el material termoplástico, añadiéndose brillo y cambiando ligeramente el tono de amarillo a uno algo menos luminoso. Asimismo, se eliminaron las gomas en los orificios de inserción de la tapa y se redujo el tamaño de dichos orificios.
La compañía TOGISA, S.A. continuó a partir de ese momento con los siguientes modelos de estas videoconsolas valencianas: teletenis "Multicompact" (posteriormente se le cambió el nombre a "Compact"), "Minicompact" (posteriormente se le cambió el nombre a "Mini") y "Compact Color Videogame". Asimismo, tematizó un modelo para que se vendiera bajo la marca de televisores Scröner, e.s.a., vendió a la marca Bianchi placas y partes inferiores de carcasas. Fabricó también diversos "light guns", incluido el gran light gun de 100 cm, para acoplar a sus videoconsolas y a las de otras marcas. Tras el anuncio en la revista Mercatronic de sacar al mercado una videoconsola compacta de 10 juegos que incluiría un videojuego llamado "Futbolin" con el chip dedicado AY-3-8610, se discontinuó la marca Teletenis.

## Sus videojuegos
Se anunciaron 8 cartuchos de videojuegos, de los cuales 6 salieron a la venta junto con la videoconsola desde el primer momento. Uno de ellos fue el primer videojuego diseñado, desarrollado y creado en España: el videojuego "Futbol".
Los otros 5 videojuegos que acompañaron desde el principio a "Futbol", eran muy similares a los que ya existían en otras videoconsolas del mundo, aunque con ligeras variaciones en el tamaño de jugadores, pelota, línea, etc. Estos 5 juegos eran de diseño ajeno pero libre de ser copiado según la legislación española en ese momento, al haberse convertido en dominio público por haber sido publicados tutoriales sobre cómo construirlos en varias revistas de electrónica.
Para crear un efecto comercial, estos otros videojuegos fueron etiquetados del número 1 al 5 como antesala del mejor videojuego que era el "Futbol", etiquetado con el número 6. Los 6 cartuchos salieron a la venta al mismo tiempo.

## Distribución
La videoconsola, que nació con la intención de ser vendida también en el extranjero, se vendió final y únicamente por toda España en tiendas de electrónica, en jugueterías (una de las cuales pertenecía a socios fundadores) y en grandes superficies (una de las cuales fue "Continente").
El precio de venta al público de la videoconsola inalámbrica era de 6500 pesetas, mientras que cada cartucho de videojuego costaba 500 pesetas .

## Cronología
- 13 de mayo de 1976: Se creó la primera empresa española desarrolladora de videojuegos:[1][2] 7 personas de 4 familias españolas registraron la empresa TOGISA, S.A. dedicada al desarrollo de videojuegos, así como a su fabricación y comercialización. Este nombre era acrónimo de los apellidos de las tres mujeres fundadoras.
- 3 de junio de 1976: La videoconsola con su sistema inalámbrico fue patentada por uno de los miembros fundadores de TOGISA, S.A.[1]
- 6 de septiembre de 1976: Salió a la venta la videoconsola "Teletenis multijuegos", junto con el primer videojuego español, "Futbol" y otros 5 videojuegos.
- 31 de marzo de 1977: Se finalizó la fabricación de la videoconsola y sus cartuchos.